# Donegi Abena
Donegi Abena (Paramaribo, 23 februari 1998) is een Surinaams-Nederlands kickbokser.

## Carrière
Abena maakte zijn professionele debuut op 25 september 2015 tegen de Bosnische vechter Elmir Mehić; hij won de wedstrijd middels een verdeelde jurybeslissing. Na enkele verloren partijen had hij in 2016 gedurende zes aansluitende maanden vijf overwinningen op rij.
Op 3 december 2016 trad hij aan op het WLF Super Heavyweight Tournament. In de kwartfinales won hij een rematch van de Wit-Russische Petr Romankevich, maar verloor uiteindelijk in de finale van de Surinamer Jairzinho Rozenstruik door een knock-out in de eerste ronde.
Op 13 mei 2017 nam Abena deel aan het A1 WCC Heavyweight Qualification Tournament. Hij won in de halve finale van de Curaçaose Wendell Roche en de finale van Brian Douwes, beide door een beslissing van de jury. Op 22 december 2017 vocht Abena tijdens Blood, Sweat and Tears tegen Clyde Brunswijk en won ook deze wedstrijd op punten.
Op 5 mei 2018 nam Abena deel aan het A1WCC Champions League-toernooi. Abena versloeg de Nederlander Luis Tavares in de kwartfinale en de Bosniër Adnan Rezovic op punten in de halve finale. Hij verloor in de finale van de Duitser Mohamed Abdellah op punten.

### Glory
Op 20 oktober 2018 maakte Abena zijn debuut bij Glory tegen Stephane Susperregui. Hij won het gevecht middels een unanieme beslissing. Vervolgens won hij op 9 maart 2019 ook van Michael Duut op punten.
Op 22 juni 2019 nam Abena het op tegen de regerend Glory-kampioen lichtzwaargewicht Artem Vakhitov. Abena verloor de wedstrijd middels een verdeelde beslissing. Op 28 september 2019 vocht hij tegen de Glory-middengewichtkampioen Alex Pereira voor de interim-titel in het lichtzwaargewicht. Abena verloor de wedstrijd door een knock-out in de derde ronde.
Na een aantal wisselende successen stond Abena op 11 februari 2023 tegenover Sergej Maslobojev voor de Glory-lichtzwaargewichttitel. Abena won de wedstrijd op basis van een technische knock-out in de vierde ronde na een snee in de scheenbeen van Maslobojev, waarna hij kampioen werd. Hierna verdedigde hij zijn titel op 4 november 2023 tegen Mohamed Touchassie, die hij versloeg middels een unanieme beslissing.
Op 9 maart 2024 verdedigde Abena zijn titel voor de tweede keer in een gevecht tegen Tarik Khbabez. Na vijf rondes verloor Abena nipt de wedstrijd op basis van een verdeelde jurybeslissing.
Op 8 juni 2024 nam Abena deel aan het toernooi Glory Light Heavyweight Grand Prix in Rotterdam Ahoy. In de kwartfinale vocht hij tegen Ștefan Lătescu, die hij versloeg middels een technische knock-out in de derde ronde. Vervolgens vocht hij in de halve finale een rematch tegen Tarik Khbabez, van wie hij won op knock-out in de tweede ronde na een lage trap tegen het been. In de finale stond Abena tegenover Bahram Rajabzadeh. Abena won wederom het gevecht door middel van een technische knock-out in de eerste ronde, waardoor hij de winnaar werd van het toernooi.